# Kjell Fagéus
Lars Kjell Fagéus, ursprungligen Larsson, född 25 juli 1949 i Lönneberga församling i Kalmar län, är en svensk klarinettist, kammarmusiker och pedagog.
Han tog namnet Fagéus 1975. Han tog solistdiplom och avlade pedagogexamen vid Musikhögskolan i Stockholm (KMH) 1974 samt studerade vid Juilliard School New York 1974–1975. Han var engagerad vid Riksradions symfoniorkester 1972–1974, soloklarinettist vid Kungliga Hovkapellet 1976–1990 och konsertmästare i Stockholms läns blåsarsymfoniker 1990–1992. Han arbetar som solist, kammarmusiker och pedagog.
Han har varit bl.a. konstnärlig ledare för kammarmusikkursen i Sveg och medlem av Stockholms blåsarkvintett. Han har hållit konserter, gjort internationella turnéer och CD-inspelningar som solist och kammarmusiker. Han har innehaft Konstnärsnämndens 10-åriga arbetsstipendium. Fagéus har varit kursledare och mental tränare vid KMH och på Operahögskolan.